# Walther Boecker
Walther Boecker (* 1952 in Bonn) ist ein deutscher Kommunalpolitiker der SPD. Er war von Oktober 1999 bis zum 21. Oktober 2015  hauptamtlicher Bürgermeister der Stadt Hürth.

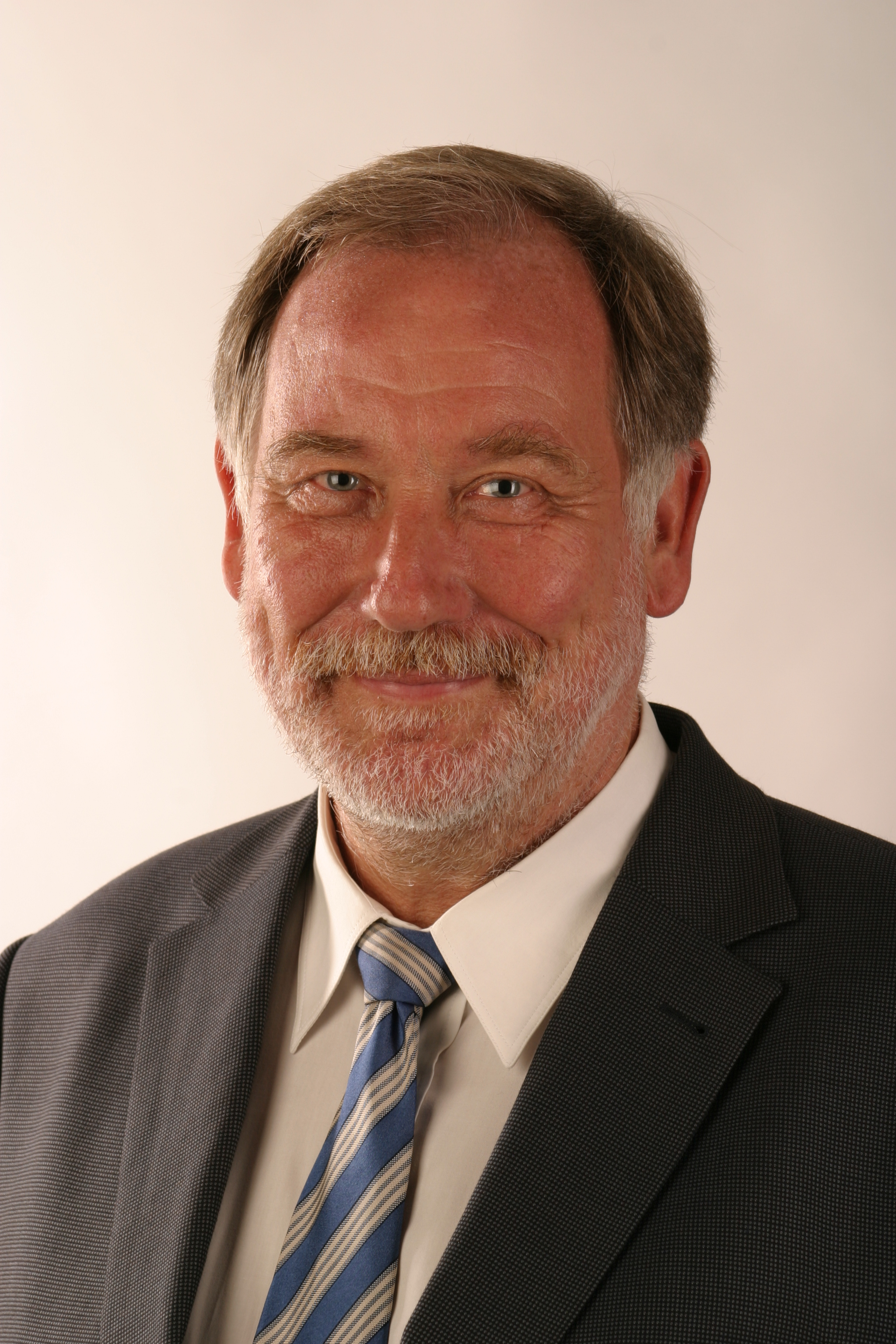
Walther Boecker

## Leben
Boecker, Sohn eines Sozialgerichtsdirektors und einer Lehrerin, wuchs in Köln auf. Nach dem Abitur am Kölner Johann-Gottfried-Herder-Gymnasium studierte er in den 1970er Jahren an der Universität zu Köln Rechtswissenschaft. In den 1980er Jahren war er zunächst als Rechtsanwalt zugelassen, dann bald als Kommunalbeamter bei der Stadt Köln tätig zuletzt als stellvertretender Leiter des Amtes für Stadterneuerung.
1995 wählte ihn der Rat der Stadt Hürth zum Nachfolger des scheidenden Stadtdirektors Heribert Rohr. Am 1. Februar 1996 übernahm er das Amt des Stadtdirektors in Hürth. Bei der 1999 nach der neuen Kommunalordnung durchgeführten Wahl zum hauptamtlichen Bürgermeister durch die Bürger der Stadt setzte er sich als Kandidat der SPD in der Stichwahl knapp gegen den Kandidaten der CDU, Gerd Fabian, durch. Bei der nordrhein-westfälischen Kommunalwahl 2004 wurde Boecker mit einem Stimmenanteil von 60 Prozent und am 30. August 2009 mit 56 Prozent der Stimmen im Amt bestätigt. Walther Boecker war Mitglied des Aufsichtsrates der RWE-Power AG und Vizepräsident des Städte- und Gemeindebundes Nordrhein-Westfalen.
Boecker gilt als sehr sportlich, er ist ein leidenschaftlicher Radfahrer und Wanderer. Im Oktober 2015 wurde er in den neuen Mitgliederrat des 1. FC Köln gewählt.  2004 veröffentlichte er das Kinderbuch Im DreizehnBergeland, das er in der Zeit vor seiner Tätigkeit in Hürth verfasst hatte.
Boecker ist mit einer Lehrerin verheiratet und hat drei erwachsene Kinder.